# Calyptomyrmex danum
Calyptomyrmex danum (лат.) — вид мелких муравьёв рода Calyptomyrmex из подсемейства Myrmicinae (Formicidae). Остров Борнео (Danum Valley, Сабах, Малайзия).

## Описание
Мелкие муравьи, длина тела около 3 мм. Длина головы (HL) от 0,95 до 1,04 мм, ширина  (HW) от 1,02 до 1,10 мм. Сходен с Calyptomyrmex sparsus, но отличается от него более мелкими размерами и формой проподеума. Длина скапуса усика (SL) от 0,52 до 0,56 мм. Основная окраска тела красновато-коричневого цвета (усики и ноги светлее). Голова и тело покрыты чешуевидными волосками. Проподеум угловатый, но без шипиков. Глаза мелкие: в наибольшем диаметре 6-7 омматидия. На голове развиты глубокие усиковые бороздки, полностью вмещающие антенны. Усики самок и рабочих 12-члениковые с булавой из 3 вершинных члеников (у самцов усики 12-члениковые, но без булавы). Максиллярные щупики 2-члениковые, нижнечелюстные щупики из 2 члеников. Наличник широкий с двулопастным выступом (клипеальная вилка). Стебелёк между грудкой и брюшком состоит из двух члеников: петиолюса и постпетиолюса (последний четко отделен от брюшка), жало развито, куколки голые (без кокона). Брюшко тонко пунктированные. Вид был впервые описан в 2011 году австралийским мирмекологом Стивом Шаттаком (Steven O. Shattuck, CSIRO Ecosystem Sciences, Канберра, Австралия).